# 希格斯頓 (喬治亞州)
希格斯頓（英語：Higgston）是一個位於美國喬治亞州蒙哥馬利縣的城鎮。

## 地理
希格斯頓的座標為32°13′02″N 82°28′02″W / 32.21722°N 82.46722°W，而該地的平均海拔高度為79米（即259英尺）。

## 人口
根據2010年美國人口普查的數據，希格斯頓的面積為8.20平方千米，當中陸地面積為8.20平方千米，而水域面積為0.00平方千米。當地共有人口323人，而人口密度為每平方千米39人。